# Lista de regiões geográficas intermediárias e imediatas de Santa Catarina

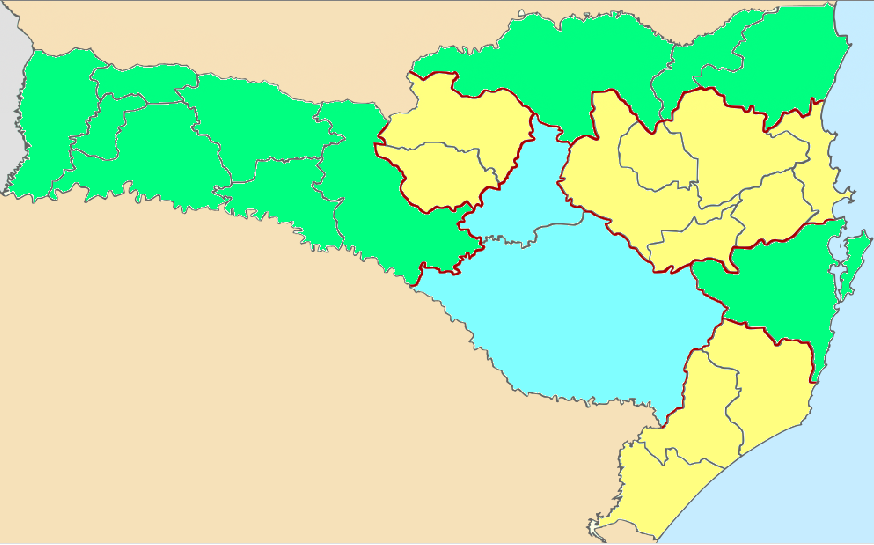
Divisão das regiões intermediárias em vermelho e das imediatas em cinza no Estado de Santa Catarina.

Esta é a lista de regiões geográficas intermediárias e imediatas de Santa Catarina, estado brasileiro da Região Sul do país. Santa Catarina é composta por 295 municípios, que estão distribuídos em 24 regiões geográficas imediatas, que por sua vez estão agrupadas em sete regiões geográficas intermediárias, segundo a divisão do Instituto Brasileiro de Geografia e Estatística (IBGE) vigente desde 2017. A primeira seção aborda as regiões geográficas intermediárias e suas respectivas regiões imediatas integrantes, enquanto que a segunda trata das regiões geográficas imediatas e seus respectivos municípios, divididas por regiões intermediárias e ordenadas pela codificação do IBGE.
As regiões geográficas intermediárias foram apresentadas em 2017, com a atualização da divisão regional do Brasil, e correspondem a uma revisão das antigas mesorregiões, que estavam em vigor desde a divisão de 1989. As regiões geográficas imediatas, por sua vez, substituíram as microrregiões. Na divisão vigente até 2017, os municípios do estado estavam distribuídos em 20 microrregiões e seis mesorregiões, segundo o IBGE.

## Regiões geográficas intermediárias
| Região geográfica intermediária | Código | Número de municípios | Regiões geográficas imediatas | Código | Número de municípios |
| ------------------------------- | ------ | -------------------- | ----------------------------- | ------ | -------------------- |
| Florianópolis                   | 4201   | 17                   | Florianópolis                 | 420001 | 17                   |
| Criciúma                        | 4202   | 44                   | Criciúma                      | 420002 | 13                   |
| Criciúma                        | 4202   | 44                   | Tubarão                       | 420003 | 17                   |
| Criciúma                        | 4202   | 44                   | Araranguá                     | 420004 | 14                   |
| Lages                           | 4203   | 24                   | Lages                         | 420005 | 18                   |
| Lages                           | 4203   | 24                   | Curitibanos                   | 420006 | 6                    |
| Chapecó                         | 4204   | 109                  | Chapecó                       | 420007 | 32                   |
| Chapecó                         | 4204   | 109                  | Joaçaba-Herval d'Oeste        | 420008 | 18                   |
| Chapecó                         | 4204   | 109                  | São Miguel do Oeste           | 420009 | 20                   |
| Chapecó                         | 4204   | 109                  | Concórdia                     | 420010 | 12                   |
| Chapecó                         | 4204   | 109                  | Xanxerê                       | 420011 | 13                   |
| Chapecó                         | 4204   | 109                  | Maravilha                     | 420012 | 8                    |
| Chapecó                         | 4204   | 109                  | São Lourenço do Oeste         | 420013 | 6                    |
| Caçador                         | 4205   | 16                   | Caçador                       | 420014 | 6                    |
| Caçador                         | 4205   | 16                   | Videira                       | 420015 | 10                   |
| Joinville                       | 4206   | 25                   | Joinville                     | 420016 | 12                   |
| Joinville                       | 4206   | 25                   | Mafra                         | 420017 | 10                   |
| Joinville                       | 4206   | 25                   | São Bento do Sul-Rio Negrinho | 420018 | 3                    |
| Blumenau                        | 4207   | 60                   | Blumenau                      | 420019 | 12                   |
| Blumenau                        | 4207   | 60                   | Itajaí                        | 420020 | 12                   |
| Blumenau                        | 4207   | 60                   | Brusque                       | 420021 | 7                    |
| Blumenau                        | 4207   | 60                   | Rio do Sul                    | 420022 | 17                   |
| Blumenau                        | 4207   | 60                   | Ibirama-Presidente Getúlio    | 420023 | 6                    |
| Blumenau                        | 4207   | 60                   | Ituporanga                    | 420024 | 6                    |

## Regiões geográficas imediatas por regiões intermediárias

### Florianópolis
| Região geográfica imediata | Código | Municípios                |
| -------------------------- | ------ | ------------------------- |
| Florianópolis              | 420001 | Águas Mornas              |
| Florianópolis              | 420001 | Alfredo Wagner            |
| Florianópolis              | 420001 | Angelina                  |
| Florianópolis              | 420001 | Anitápolis                |
| Florianópolis              | 420001 | Antônio Carlos            |
| Florianópolis              | 420001 | Biguaçu                   |
| Florianópolis              | 420001 | Florianópolis             |
| Florianópolis              | 420001 | Garopaba                  |
| Florianópolis              | 420001 | Governador Celso Ramos    |
| Florianópolis              | 420001 | Imbituba                  |
| Florianópolis              | 420001 | Palhoça                   |
| Florianópolis              | 420001 | Paulo Lopes               |
| Florianópolis              | 420001 | Rancho Queimado           |
| Florianópolis              | 420001 | Santo Amaro da Imperatriz |
| Florianópolis              | 420001 | São Bonifácio             |
| Florianópolis              | 420001 | São José                  |
| Florianópolis              | 420001 | São Pedro de Alcântara    |

### Criciúma
| Região geográfica imediata | Código | Municípios                |
| -------------------------- | ------ | ------------------------- |
| Criciúma                   | 420002 | Balneário Rincão          |
| Criciúma                   | 420002 | Cocal do Sul              |
| Criciúma                   | 420002 | Criciúma                  |
| Criciúma                   | 420002 | Forquilhinha              |
| Criciúma                   | 420002 | Içara                     |
| Criciúma                   | 420002 | Lauro Müller              |
| Criciúma                   | 420002 | Morro da Fumaça           |
| Criciúma                   | 420002 | Morro Grande              |
| Criciúma                   | 420002 | Nova Veneza               |
| Criciúma                   | 420002 | Orleans                   |
| Criciúma                   | 420002 | Siderópolis               |
| Criciúma                   | 420002 | Treviso                   |
| Criciúma                   | 420002 | Urussanga                 |
| Tubarão                    | 420003 | Armazém                   |
| Tubarão                    | 420003 | Braço do Norte            |
| Tubarão                    | 420003 | Capivari de Baixo         |
| Tubarão                    | 420003 | Grão-Pará                 |
| Tubarão                    | 420003 | Gravatal                  |
| Tubarão                    | 420003 | Imaruí                    |
| Tubarão                    | 420003 | Jaguaruna                 |
| Tubarão                    | 420003 | Laguna                    |
| Tubarão                    | 420003 | Pedras Grandes            |
| Tubarão                    | 420003 | Pescaria Brava            |
| Tubarão                    | 420003 | Rio Fortuna               |
| Tubarão                    | 420003 | Sangão                    |
| Tubarão                    | 420003 | Santa Rosa de Lima        |
| Tubarão                    | 420003 | São Ludgero               |
| Tubarão                    | 420003 | São Martinho              |
| Tubarão                    | 420003 | Treze de Maio             |
| Tubarão                    | 420003 | Tubarão                   |
| Araranguá                  | 420004 | Araranguá                 |
| Araranguá                  | 420004 | Balneário Arroio do Silva |
| Araranguá                  | 420004 | Balneário Gaivota         |
| Araranguá                  | 420004 | Ermo                      |
| Araranguá                  | 420004 | Jacinto Machado           |
| Araranguá                  | 420004 | Maracajá                  |
| Araranguá                  | 420004 | Meleiro                   |
| Araranguá                  | 420004 | Passo de Torres           |
| Araranguá                  | 420004 | Praia Grande              |
| Araranguá                  | 420004 | Santa Rosa do Sul         |
| Araranguá                  | 420004 | São João do Sul           |
| Araranguá                  | 420004 | Sombrio                   |
| Araranguá                  | 420004 | Timbé do Sul              |
| Araranguá                  | 420004 | Turvo                     |

### Lages
| Região geográfica imediata | Código | Municípios           |
| -------------------------- | ------ | -------------------- |
| Lages                      | 420005 | Anita Garibaldi      |
| Lages                      | 420005 | Bocaina do Sul       |
| Lages                      | 420005 | Bom Jardim da Serra  |
| Lages                      | 420005 | Bom Retiro           |
| Lages                      | 420005 | Campo Belo do Sul    |
| Lages                      | 420005 | Capão Alto           |
| Lages                      | 420005 | Cerro Negro          |
| Lages                      | 420005 | Correia Pinto        |
| Lages                      | 420005 | Lages                |
| Lages                      | 420005 | Otacílio Costa       |
| Lages                      | 420005 | Painel               |
| Lages                      | 420005 | Palmeira             |
| Lages                      | 420005 | Ponte Alta           |
| Lages                      | 420005 | Rio Rufino           |
| Lages                      | 420005 | São Joaquim          |
| Lages                      | 420005 | São José do Cerrito  |
| Lages                      | 420005 | Urubici              |
| Lages                      | 420005 | Urupema              |
| Curitibanos                | 420006 | Brunópolis           |
| Curitibanos                | 420006 | Curitibanos          |
| Curitibanos                | 420006 | Frei Rogério         |
| Curitibanos                | 420006 | Ponte Alta do Norte  |
| Curitibanos                | 420006 | Santa Cecília        |
| Curitibanos                | 420006 | São Cristóvão do Sul |

### Chapecó
| Região geográfica imediata | Código | Municípios                   |
| -------------------------- | ------ | ---------------------------- |
| Chapecó                    | 420007 | Águas de Chapecó             |
| Chapecó                    | 420007 | Águas Frias                  |
| Chapecó                    | 420007 | Arvoredo                     |
| Chapecó                    | 420007 | Caibi                        |
| Chapecó                    | 420007 | Caxambu do Sul               |
| Chapecó                    | 420007 | Chapecó                      |
| Chapecó                    | 420007 | Cordilheira Alta             |
| Chapecó                    | 420007 | Coronel Freitas              |
| Chapecó                    | 420007 | Cunhataí                     |
| Chapecó                    | 420007 | Formosa do Sul               |
| Chapecó                    | 420007 | Guatambu                     |
| Chapecó                    | 420007 | Irati                        |
| Chapecó                    | 420007 | Jardinópolis                 |
| Chapecó                    | 420007 | Lajeado Grande               |
| Chapecó                    | 420007 | Marema                       |
| Chapecó                    | 420007 | Modelo                       |
| Chapecó                    | 420007 | Mondaí                       |
| Chapecó                    | 420007 | Nova Erechim                 |
| Chapecó                    | 420007 | Nova Itaberaba               |
| Chapecó                    | 420007 | Paial                        |
| Chapecó                    | 420007 | Palmitos                     |
| Chapecó                    | 420007 | Pinhalzinho                  |
| Chapecó                    | 420007 | Planalto Alegre              |
| Chapecó                    | 420007 | Quilombo                     |
| Chapecó                    | 420007 | Riqueza                      |
| Chapecó                    | 420007 | Santiago do Sul              |
| Chapecó                    | 420007 | São Carlos                   |
| Chapecó                    | 420007 | Saudades                     |
| Chapecó                    | 420007 | Serra Alta                   |
| Chapecó                    | 420007 | Sul Brasil                   |
| Chapecó                    | 420007 | União do Oeste               |
| Chapecó                    | 420007 | Xaxim                        |
| Joaçaba-Herval d'Oeste     | 420008 | Abdon Batista                |
| Joaçaba-Herval d'Oeste     | 420008 | Água Doce                    |
| Joaçaba-Herval d'Oeste     | 420008 | Campos Novos                 |
| Joaçaba-Herval d'Oeste     | 420008 | Capinzal                     |
| Joaçaba-Herval d'Oeste     | 420008 | Catanduvas                   |
| Joaçaba-Herval d'Oeste     | 420008 | Celso Ramos                  |
| Joaçaba-Herval d'Oeste     | 420008 | Erval Velho                  |
| Joaçaba-Herval d'Oeste     | 420008 | Herval d'Oeste               |
| Joaçaba-Herval d'Oeste     | 420008 | Ibicaré                      |
| Joaçaba-Herval d'Oeste     | 420008 | Jaborá                       |
| Joaçaba-Herval d'Oeste     | 420008 | Joaçaba                      |
| Joaçaba-Herval d'Oeste     | 420008 | Lacerdópolis                 |
| Joaçaba-Herval d'Oeste     | 420008 | Luzerna                      |
| Joaçaba-Herval d'Oeste     | 420008 | Ouro                         |
| Joaçaba-Herval d'Oeste     | 420008 | Treze Tílias                 |
| Joaçaba-Herval d'Oeste     | 420008 | Vargem                       |
| Joaçaba-Herval d'Oeste     | 420008 | Vargem Bonita                |
| Joaçaba-Herval d'Oeste     | 420008 | Zortéa                       |
| São Miguel do Oeste        | 420009 | Anchieta                     |
| São Miguel do Oeste        | 420009 | Bandeirante                  |
| São Miguel do Oeste        | 420009 | Barra Bonita                 |
| São Miguel do Oeste        | 420009 | Belmonte                     |
| São Miguel do Oeste        | 420009 | Descanso                     |
| São Miguel do Oeste        | 420009 | Dionísio Cerqueira           |
| São Miguel do Oeste        | 420009 | Flor do Sertão               |
| São Miguel do Oeste        | 420009 | Guaraciaba                   |
| São Miguel do Oeste        | 420009 | Guarujá do Sul               |
| São Miguel do Oeste        | 420009 | Iporã do Oeste               |
| São Miguel do Oeste        | 420009 | Itapiranga                   |
| São Miguel do Oeste        | 420009 | Palma Sola                   |
| São Miguel do Oeste        | 420009 | Paraíso                      |
| São Miguel do Oeste        | 420009 | Princesa                     |
| São Miguel do Oeste        | 420009 | Romelândia                   |
| São Miguel do Oeste        | 420009 | Santa Helena                 |
| São Miguel do Oeste        | 420009 | São João do Oeste            |
| São Miguel do Oeste        | 420009 | São José do Cedro            |
| São Miguel do Oeste        | 420009 | São Miguel do Oeste          |
| São Miguel do Oeste        | 420009 | Tunápolis                    |
| Concórdia                  | 420010 | Alto Bela Vista              |
| Concórdia                  | 420010 | Arabutã                      |
| Concórdia                  | 420010 | Concórdia                    |
| Concórdia                  | 420010 | Ipira                        |
| Concórdia                  | 420010 | Ipumirim                     |
| Concórdia                  | 420010 | Irani                        |
| Concórdia                  | 420010 | Itá                          |
| Concórdia                  | 420010 | Lindóia do Sul               |
| Concórdia                  | 420010 | Peritiba                     |
| Concórdia                  | 420010 | Piratuba                     |
| Concórdia                  | 420010 | Presidente Castello Branco   |
| Concórdia                  | 420010 | Seara                        |
| Xanxerê                    | 420011 | Abelardo Luz                 |
| Xanxerê                    | 420011 | Bom Jesus                    |
| Xanxerê                    | 420011 | Coronel Martins              |
| Xanxerê                    | 420011 | Entre Rios                   |
| Xanxerê                    | 420011 | Faxinal dos Guedes           |
| Xanxerê                    | 420011 | Ipuaçu                       |
| Xanxerê                    | 420011 | Ouro Verde                   |
| Xanxerê                    | 420011 | Passos Maia                  |
| Xanxerê                    | 420011 | Ponte Serrada                |
| Xanxerê                    | 420011 | São Domingos                 |
| Xanxerê                    | 420011 | Vargeão                      |
| Xanxerê                    | 420011 | Xanxerê                      |
| Xanxerê                    | 420011 | Xavantina                    |
| Maravilha                  | 420012 | Bom Jesus do Oeste           |
| Maravilha                  | 420012 | Cunha Porã                   |
| Maravilha                  | 420012 | Iraceminha                   |
| Maravilha                  | 420012 | Maravilha                    |
| Maravilha                  | 420012 | Saltinho                     |
| Maravilha                  | 420012 | Santa Terezinha do Progresso |
| Maravilha                  | 420012 | São Miguel da Boa Vista      |
| Maravilha                  | 420012 | Tigrinhos                    |
| São Lourenço do Oeste      | 420013 | Campo Erê                    |
| São Lourenço do Oeste      | 420013 | Galvão                       |
| São Lourenço do Oeste      | 420013 | Jupiá                        |
| São Lourenço do Oeste      | 420013 | Novo Horizonte               |
| São Lourenço do Oeste      | 420013 | São Bernardino               |
| São Lourenço do Oeste      | 420013 | São Lourenço do Oeste        |

### Caçador
| Região geográfica imediata | Código | Municípios     |
| -------------------------- | ------ | -------------- |
| Caçador                    | 420014 | Caçador        |
| Caçador                    | 420014 | Calmon         |
| Caçador                    | 420014 | Lebon Régis    |
| Caçador                    | 420014 | Macieira       |
| Caçador                    | 420014 | Matos Costa    |
| Caçador                    | 420014 | Timbó Grande   |
| Videira                    | 420015 | Arroio Trinta  |
| Videira                    | 420015 | Fraiburgo      |
| Videira                    | 420015 | Ibiam          |
| Videira                    | 420015 | Iomerê         |
| Videira                    | 420015 | Monte Carlo    |
| Videira                    | 420015 | Pinheiro Preto |
| Videira                    | 420015 | Rio das Antas  |
| Videira                    | 420015 | Salto Veloso   |
| Videira                    | 420015 | Tangará        |
| Videira                    | 420015 | Videira        |

### Joinville
| Região geográfica imediata    | Código | Municípios             |
| ----------------------------- | ------ | ---------------------- |
| Joinville                     | 420016 | Araquari               |
| Joinville                     | 420016 | Balneário Barra do Sul |
| Joinville                     | 420016 | Corupá                 |
| Joinville                     | 420016 | Garuva                 |
| Joinville                     | 420016 | Guaramirim             |
| Joinville                     | 420016 | Itapoá                 |
| Joinville                     | 420016 | Jaraguá do Sul         |
| Joinville                     | 420016 | Joinville              |
| Joinville                     | 420016 | Massaranduba           |
| Joinville                     | 420016 | São Francisco do Sul   |
| Joinville                     | 420016 | São João do Itaperiú   |
| Joinville                     | 420016 | Schroeder              |
| Mafra                         | 420017 | Bela Vista do Toldo    |
| Mafra                         | 420017 | Canoinhas              |
| Mafra                         | 420017 | Irineópolis            |
| Mafra                         | 420017 | Itaiópolis             |
| Mafra                         | 420017 | Mafra                  |
| Mafra                         | 420017 | Major Vieira           |
| Mafra                         | 420017 | Monte Castelo          |
| Mafra                         | 420017 | Papanduva              |
| Mafra                         | 420017 | Porto União            |
| Mafra                         | 420017 | Três Barras            |
| São Bento do Sul-Rio Negrinho | 420018 | Campo Alegre           |
| São Bento do Sul-Rio Negrinho | 420018 | Rio Negrinho           |
| São Bento do Sul-Rio Negrinho | 420018 | São Bento do Sul       |

### Blumenau
| Região geográfica imediata | Código | Municípios          |
| -------------------------- | ------ | ------------------- |
| Blumenau                   | 420019 | Apiúna              |
| Blumenau                   | 420019 | Ascurra             |
| Blumenau                   | 420019 | Benedito Novo       |
| Blumenau                   | 420019 | Blumenau            |
| Blumenau                   | 420019 | Doutor Pedrinho     |
| Blumenau                   | 420019 | Gaspar              |
| Blumenau                   | 420019 | Ilhota              |
| Blumenau                   | 420019 | Indaial             |
| Blumenau                   | 420019 | Pomerode            |
| Blumenau                   | 420019 | Rio dos Cedros      |
| Blumenau                   | 420019 | Rodeio              |
| Blumenau                   | 420019 | Timbó               |
| Itajaí                     | 420020 | Balneário Camboriú  |
| Itajaí                     | 420020 | Balneário Piçarras  |
| Itajaí                     | 420020 | Barra Velha         |
| Itajaí                     | 420020 | Bombinhas           |
| Itajaí                     | 420020 | Camboriú            |
| Itajaí                     | 420020 | Itajaí              |
| Itajaí                     | 420020 | Itapema             |
| Itajaí                     | 420020 | Luiz Alves          |
| Itajaí                     | 420020 | Navegantes          |
| Itajaí                     | 420020 | Penha               |
| Itajaí                     | 420020 | Porto Belo          |
| Itajaí                     | 420020 | Tijucas             |
| Brusque                    | 420021 | Botuverá            |
| Brusque                    | 420021 | Brusque             |
| Brusque                    | 420021 | Canelinha           |
| Brusque                    | 420021 | Guabiruba           |
| Brusque                    | 420021 | Major Gercino       |
| Brusque                    | 420021 | Nova Trento         |
| Brusque                    | 420021 | São João Batista    |
| Rio do Sul                 | 420022 | Agrolândia          |
| Rio do Sul                 | 420022 | Agronômica          |
| Rio do Sul                 | 420022 | Atalanta            |
| Rio do Sul                 | 420022 | Aurora              |
| Rio do Sul                 | 420022 | Braço do Trombudo   |
| Rio do Sul                 | 420022 | Laurentino          |
| Rio do Sul                 | 420022 | Lontras             |
| Rio do Sul                 | 420022 | Mirim Doce          |
| Rio do Sul                 | 420022 | Pouso Redondo       |
| Rio do Sul                 | 420022 | Presidente Nereu    |
| Rio do Sul                 | 420022 | Rio do Campo        |
| Rio do Sul                 | 420022 | Rio do Oeste        |
| Rio do Sul                 | 420022 | Rio do Sul          |
| Rio do Sul                 | 420022 | Salete              |
| Rio do Sul                 | 420022 | Santa Terezinha     |
| Rio do Sul                 | 420022 | Taió                |
| Rio do Sul                 | 420022 | Trombudo Central    |
| Ibirama-Presidente Getúlio | 420023 | Dona Emma           |
| Ibirama-Presidente Getúlio | 420023 | Ibirama             |
| Ibirama-Presidente Getúlio | 420023 | José Boiteux        |
| Ibirama-Presidente Getúlio | 420023 | Presidente Getúlio  |
| Ibirama-Presidente Getúlio | 420023 | Vitor Meireles      |
| Ibirama-Presidente Getúlio | 420023 | Witmarsum           |
| Ituporanga                 | 420024 | Chapadão do Lageado |
| Ituporanga                 | 420024 | Imbuia              |
| Ituporanga                 | 420024 | Ituporanga          |
| Ituporanga                 | 420024 | Leoberto Leal       |
| Ituporanga                 | 420024 | Petrolândia         |
| Ituporanga                 | 420024 | Vidal Ramos         |